# Гольмен, Жильбер
Жильбе́р Гольме́н (фр. Gilbert Gaulmin; 1585 год, Мулен — 8 декабря 1665 года, Париж) — французский магистр и эрудит; поэт и эллинист.
Один из учёнейших и остроумнейших людей своего века; согласно ЭСБЕ, «знал почти все древние и новые языки».

## Творчество
- Писал эпиграммы, песни, оды, гимны.
- «Livre des lumières en la conduite des rois, composé par le sage Pilpay» (1644).